# ANOTHER SUMMER DAY
「ANOTHER SUMMER DAY」（アナザー・サマー・デイ）は、日本のギタリストである高中正義が1994年7月20日にリリースした27枚目のシングルである。

## 解説
アルバム『WOODCHOPPER'S BALL』と同時発売された。
カップリングの「TWO OF US」は、アメリカのサックス奏者であるグローヴァー・ワシントン・ジュニアが1981年に発売されたアルバム『Winelight』に収録されている楽曲「Just the Two of Us」のカバー。オリジナル・アルバム未収録で、1995年に発売されたベスト・アルバム『TAKANAKA Singles』に初めて収録された。

## 収録曲
| 全編曲: 高中正義。 |                        |                |                                                |      |
| #                  | タイトル               | 作詞           | 作曲                                           | 時間 |
| 1.                 | 「ANOTHER SUMMER DAY」 | Tom Fitzgerald | 高中正義                                       | 4:09 |
| 2.                 | 「TWO OF US」          |                | Ralph MacDonald, William Sultana, Bill Withers | 3:48 |
| 合計時間:          | 合計時間:              | 合計時間:      | 合計時間:                                      | 7:57 |

## 参加ミュージシャン
| ANOTHER SUMMER DAY - Guitar：高中正義 - Keyboards：Jay Winding - Rhythm Guitar：Paul Jackson Jr. - Rap：Anthony McClendon Aka “BALLY” - Vocal：Pauline Wilson | TWO OF US - Guitar：高中正義 - Bass：Neil Stubenhaus - Piano：Jai Winding - Percussion：Michael Fisher - Accordion：“Coba”小林靖宏 |